# دلفین معمولی
دلفین‌های معمولی به دو گونه دلفین عضو سرده کچه‌ماهی‌ها از خانواده دلفین‌های اقیانوسی می‌گویند. این دو گونه عبارتند از:
- دلفین معمولی درازنوک
- دلفین معمولی کوتاه‌نوک

با آنکه این سرده صفت «معمولی» را به دوش می‌کشد، این دلفین‌ها در ذهن بیشتر مردم، آنگونه که دلفین پوزه‌بطری جای دارد، جایی ندارند. دلفین پوزه‌بطری در بسیاری از پارک‌های نمایشی پستانداران دریایی و سریال‌های تلویزیونی دیده می‌شود. دلفین‌های معمولی اما بیشترین آب‌بازان به تصویر کشیده شده در هنر و ادبیات یونان و روم باستان بوده‌اند.

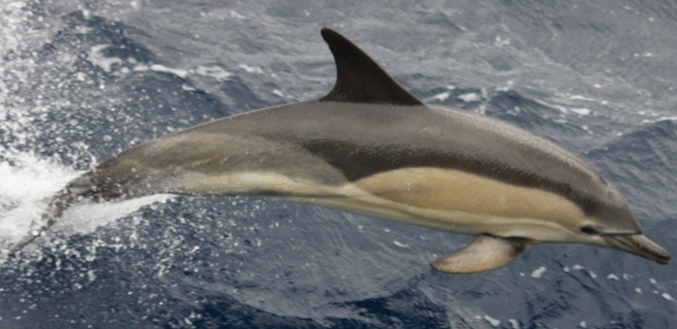
دلفین معمولی در ایرلند
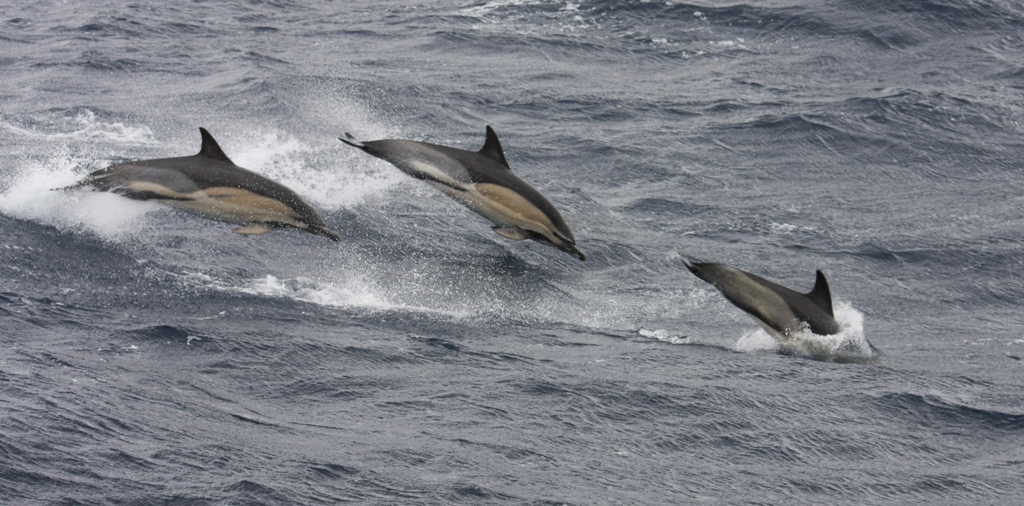
دلفین معمولی در ایرلند
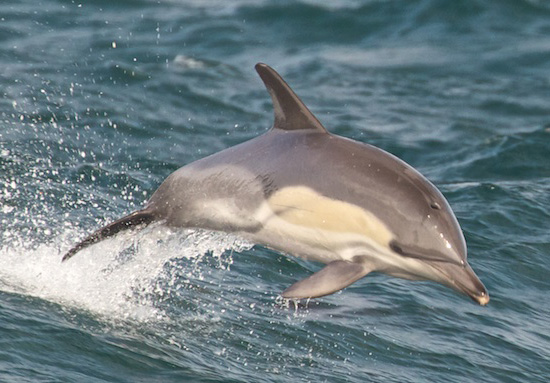
دلفین معمولی